# Parlamentswahl in Bangladesch 1979
Die Parlamentswahl in Bangladesch 1979 (bengalisch দ্বিতীয় জাতীয় সংসদ নির্বাচন, ১৯৭৯) wurden am 18. Februar 1979 in Bangladesch durchgeführt. Die Bangladesh Nationalist Party errang 207 der 300 Sitze im Jatiya Sangsad (Parlament). Die Wahlbeteiligung lag bei 51,3 %. Die Awami-Liga wurde die wichtigste Oppositionspartei mit 39 Sitzen.
Da fast alle Parteien teilnahmen, galt die Wahl als glaubwürdig.

## Ergebnisse
| Partei                                             | Stimmen      | Sitze | Bemerkungen |
| -------------------------------------------------- | ------------ | ----- | ----------- |
| Bangladesh Nationalist Party                       | 7934236      | 207   | neu         |
| Awami League                                       | 4734277      | 39    | ▼–254       |
| Bangladesh Muslim League–Islamic Democratic League | 4\|seats3=20 | neu   |             |
| Jatiya Samajtantrik Dal                            | 931851       | 8     | ▲+7         |
| Awami League (Mizan)                               | 535426       | 2     | neu         |
| National Awami Party (Muzaffar)                    | 432514       | 1     | neu         |
| United People’s Party                              | 170955       | 0     | neu         |
| Bangladesh Gono Front                              | 115622       | 2     | neu         |
| National Awami Party (Nurur-Zahid)                 | 88385        | 0     | neu         |
| Communist Party of Bangladesh                      | 75455        | 0     |             |
| Communist Party of Bangladesh (Marxist–Leninist)   | 74771        | 1     | neu         |
| Bangladesh Jatiya League                           | 69319        | 2     | ▲+1         |
| Jatiya Ekata Party                                 | 44459        | 1     | neu         |
| Bangladesh Ganatantrik Andolan                     | 34259        | 1     | neu         |
| Jatiyatabadi Ganatantrik Dal                       | 27259        | 0     | neu         |
| National Awami Party (Naser)                       | 25336        | 0     | neu         |
| Bangladesh Janata Dal                              | 18748        | 0     | neu         |
| National Republican Party for Parity               | 14429        | 0     | neu         |
| Jatiya Janata Party                                | 10932        | 0     | neu         |
| Bangladesh Labour Party                            | 7738         | 0     | neu         |
| People’s Democratic Party                          | 5703         | 0     | neu         |
| Sramik Krishak Samajbadi Dal                       | 4954         | 0     | neu         |
| Bangladesh Democratic Party                        | 3564         | 0     | neu         |
| Bangladesh Jatiya Mukti Party                      | 3363         | 0     | neu         |
| Bangladesh Tanti Samity                            | 1834         | 0     | neu         |
| Bangladesh Nezam-e-Islam Party                     | 1575         | 0     | neu         |
| Gano Azadi League                                  | 1378         | 0     | neu         |
| United Republican Party                            | 389          | 0     | neu         |
| Bangladesh Ganatantrik Chashi Dal                  | 130          | 0     | neu         |
| Unabhängige                                        | 1963345      | 16    | ▲+15        |
| Ungültig                                           | 402524       |       |             |
| Gesamt                                             | 38363858     |       |             |
| Quelle: Nohlen et al., Government of Bangladesh    |              |       |             |